# Miłków (Ludwikowice Kłodzkie)

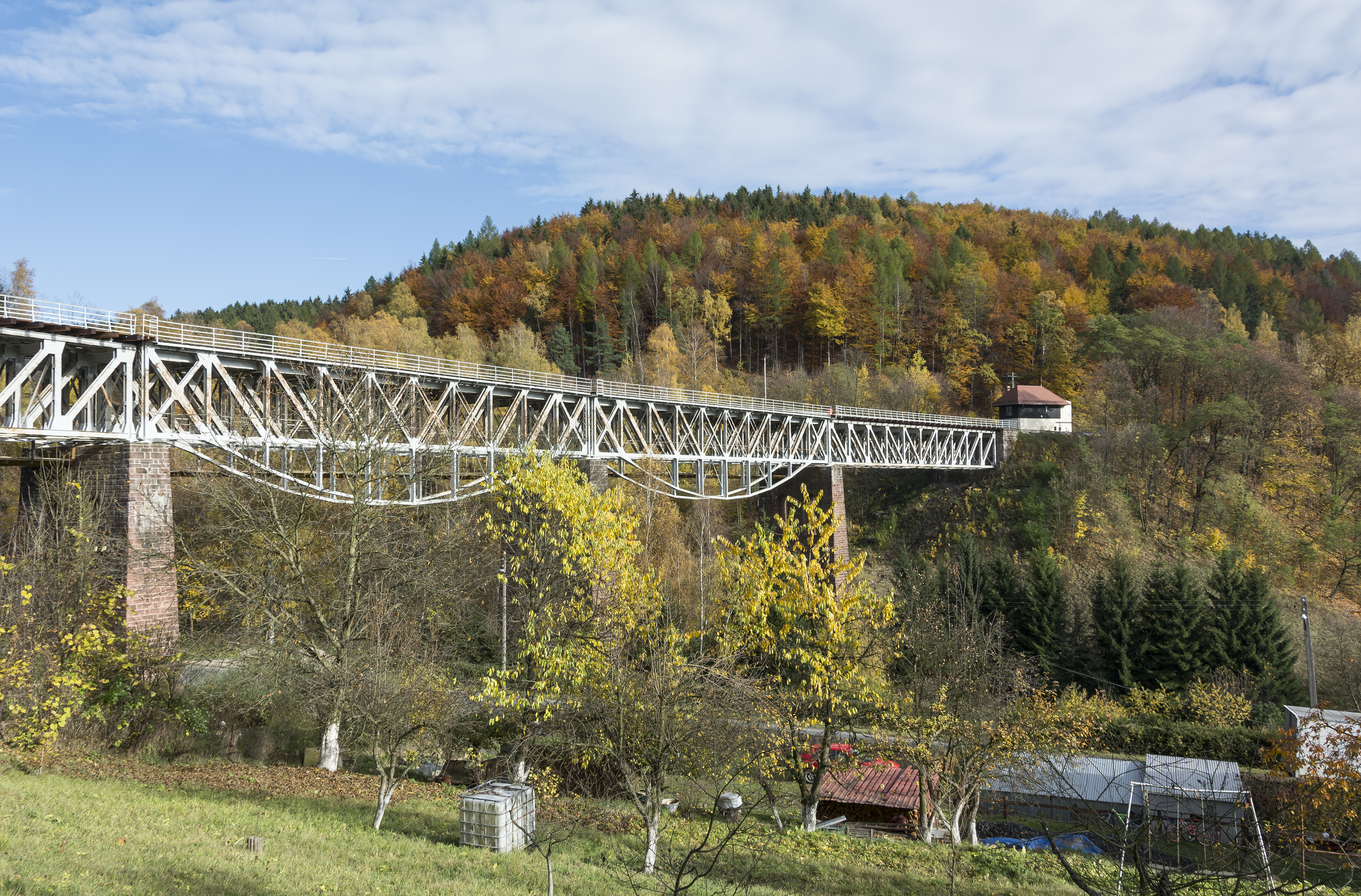
Wiadukt kolejowy w Miłkowie

Miłków (niem. Mölke) – osada wsi Ludwikowice Kłodzkie w Polsce, położona w województwie dolnośląskim, w powiecie kłodzkim, w gminie Nowa Ruda.

## Położenie
Miłków to osada Ludwikowic Kłodzkich, o długości około 2 km, położona w Sudetach Środkowych, w dolinie Wzgórz Wyrębińskich, na wysokości około 480–510 m n.p.m.

## Podział administracyjny
W latach 1975–1998 osada administracyjnie należała do województwa wałbrzyskiego.

## Historia
Miłków powstał w XVIII wieku jako kolonia Ludwikowic Kłodzkich, co wiązało się z rozwojem na tych terenach tkactwa chałupniczego i górnictwa. W 1771 roku założono tu pierwszą kopalnię węgla kamiennego, do której wkrótce dołączyły kolejne. W roku 1825 w miejscowości były: 49 domów, około 100 warsztatów tkackich, młyn wodny, folusz i 6 bielników. Pod koniec XIX wieku z trzech mniejszych kopalni utworzono nową o nazwie Wenceslaus. W kopalni tej w 1930 roku doszło do katastrofy w której zginęło 151 górników. Po reformie administracyjnej w roku 1973 Miłków włączono w obręb Ludwikowic Kłodzkich. W 1988 roku było tu 12 gospodarstw rolnych.

## Zabytki
W Miłkowie znajdują się następujące zabytki techniki:
- Zespół budynków kopalni Wenceslaus pochodzący z początku XX wieku, obecnie częściowo w ruinie,
- Budynki dawnej elektrowni pochodzące z lat 1910–1920, obecnie częściowo w ruinie,
- Wiadukt kolejowy o konstrukcji kratownicowej, pochodzący z przełomu XIX i XX wieku.

## Szlaki turystyczne
Przez Miłków prowadzi  szlak turystyczny z Ludwikowic Kłodzkich przez Jugów na Przełęcz Jugowską.